# Francesco Acerbi
Francesco Acerbi (ur. 10 lutego 1988 w Vizzolo Predabissi) – włoski piłkarz. grający na pozycji środkowego obrońcy we włoskim klubie Inter Mediolan oraz w reprezentacji Włoch. Zwycięzca Mistrzostw Europy 2020.

## Kariera klubowa
11 lipca 2018 roku Acerbi został wykupiony przez S.S. Lazio Rzym z US Sassuolo za kwotę 10,5 miliona euro. Debiut w nowej drużynie zaliczył w pierwszej kolejce Serie A nowego sezonu przeciwko SSC Napoli. Spotkanie zakończyło się zwycięstwem Napoli 2:1, a Acerbi zanotował asystę przy trafieniu Ciro Immobile. Wraz z S.S. Lazio w sezonie 2018/2019 doszedł do finału Pucharu Włoch, gdzie jego drużyna pokonała zespół Atalanty Bergamo 2:0 i triumfowała w całych rozgrywkach.

## Statystyki kariery

### Klub
| Klub                         | Sezon        | Liga                       | Liga  | Liga | Coppa Italia | Coppa Italia | Europa | Europa | Inne  | Inne | Razem | Razem |
| Klub                         | Sezon        | Rodzaj ligi                | Mecze | Gole | Mecze        | Gole         | Mecze  | Gole   | Mecze | Gole | Mecze | Gole  |
| ---------------------------- | ------------ | -------------------------- | ----- | ---- | ------------ | ------------ | ------ | ------ | ----- | ---- | ----- | ----- |
| Pavia                        | 2005-06      | Serie C1                   | 1     | 0    | 2            | 0            | –      | –      | –     | –    | 3     | 0     |
| Pavia                        | 2006-07      | Serie C1                   | 1     | 0    | 0            | 0            | –      | –      | –     | –    | 1     | 0     |
| Pavia                        | 2008-09      | Lega Pro Seconda Divisione | 22    | 2    | 3            | 0            | –      | –      | –     | –    | 25    | 2     |
| Pavia                        | 2009-10      | Lega Pro Seconda Divisione | 24    | 1    | 1            | 0            | –      | –      | 2     | 0    | 27    | 1     |
| Pavia                        | Razem        | Razem                      | 48    | 3    | 6            | 0            | –      | –      | 2     | 0    | 56    | 3     |
| Renate (wypożyczenie)        | 2006-07      | Serie D                    | 1     | 0    | 0            | 0            | –      | –      | –     | –    | 1     | 0     |
| Reggina                      | 2010–11      | Serie B                    | 40    | 2    | 1            | 0            | –      | –      | 2     | 0    | 43    | 2     |
| Chievo Verona                | 2011-12      | Serie A                    | 17    | 1    | 3            | 0            | –      | –      | –     | –    | 20    | 1     |
| Milan                        | 2012-13      | Serie A                    | 6     | 0    | 2            | 0            | 2      | 0      | –     | –    | 10    | 0     |
| Chievo Verona (wypożyczenie) | 2012–13      | Serie A                    | 7     | 0    | 0            | 0            | –      | –      | –     | –    | 7     | 0     |
| Sassuolo                     | 2013–14      | Serie A                    | 13    | 0    | 0            | 0            | –      | –      | –     | –    | 13    | 0     |
| Sassuolo                     | 2014–15      | Serie A                    | 32    | 3    | 0            | 0            | –      | –      | –     | –    | 32    | 3     |
| Sassuolo                     | 2015–16      | Serie A                    | 36    | 4    | 2            | 0            | –      | –      | –     | –    | 38    | 4     |
| Sassuolo                     | 2016–17      | Serie A                    | 38    | 4    | 1            | 0            | 10     | 0      | –     | –    | 49    | 4     |
| Sassuolo                     | 2017–18      | Serie A                    | 38    | 0    | 3            | 0            | –      | –      | –     | –    | 41    | 0     |
| Sassuolo                     | Razem        | Razem                      | 157   | 11   | 6            | 0            | 10     | 0      | –     | –    | 173   | 11    |
| Lazio                        | 2018–19      | Serie A                    | 37    | 3    | 5            | 0            | 8      | 0      | –     | –    | 50    | 3     |
| Lazio                        | 2019–20      | Serie A                    | 36    | 2    | 2            | 0            | 6      | 0      | 1     | 0    | 45    | 2     |
| Lazio                        | 2020–21      | Serie A                    | 32    | 0    | 2            | 1            | 8      | 0      | –     | –    | 42    | 1     |
| Lazio                        | 2021–22      | Serie A                    | 30    | 4    | 0            | 0            | 6      | 0      | –     | –    | 36    | 4     |
| Lazio                        | Razem        | Razem                      | 135   | 9    | 9            | 1            | 28     | 0      | 1     | 0    | 173   | 10    |
| Inter Mediolan (wypożycznie) | 2022–23      | Serie A                    | 31    | 0    | 5            | 1            | 12     | 0      | 1     | 0    | 49    | 1     |
| Inter Mediolan               | 2023–24      | Serie A                    | 29    | 3    | 1            | 0            | 6      | 0      | 2     | 0    | 38    | 3     |
| Inter Mediolan               | 2024-25      | Serie A                    | 23    | 0    | 1            | 0            | 9      | 1      | –     | –    | 33    | 1     |
| Inter Mediolan               | Razem        | Razem                      | 83    | 3    | 7            | 2            | 27     | 1      | 3     | 0    | 120   | 6     |
| Cała kariera                 | Cała kariera | Cała kariera               | 494   | 29   | 34           | 2            | 67     | 1      | 8     | 0    | 603   | 32    |

### Reprezentacja
| Reprezentacja | Rok   | Mecze | Gole |
| ------------- | ----- | ----- | ---- |
| Włochy        | 2014  | 1     | 0    |
| Włochy        | 2015  | –     | –    |
| Włochy        | 2016  | 1     | 0    |
| Włochy        | 2017  | –     | –    |
| Włochy        | 2018  | 1     | 0    |
| Włochy        | 2019  | 3     | 1    |
| Włochy        | 2020  | 5     | 0    |
| Włochy        | 2021  | 11    | 0    |
| Włochy        | 2022  | 6     | 0    |
| Włochy        | 2023  | 6     | 0    |
| Razem         | Razem | 34    | 1    |

| Nr | Data              | Miejsce                                    | Przeciwnik           | Wynik | Wynik końcowy | Kategoria                   |
| -- | ----------------- | ------------------------------------------ | -------------------- | ----- | ------------- | --------------------------- |
| 1  | 15 listopada 2019 | Bilino Polje, Zenica, Bośnia i Hercegowina | Bośnia i Hercegowina | 1–0   | 3–0           | UEFA Euro 2020 (eliminacje) |

## Sukcesy

### S.S. Lazio Rzym
- Puchar Włoch: 2018/2019